# Покрајина Љеида
Покрајина Љеида (кат. Província de Lleida) или на шпанском, Покрајина Лерида (кат. Provincia de Lérida) је шпанска покрајина која се налази на северистоку земље и део је аутономне заједнице Каталоније. Главни град је истоимена Љеида.
Дата покрајина се простире на 12.150 km² и има 443.032 становника по подацима из 2012. г.

## Положај
Покрајина Љеида се граничи са:
- север — државе Француска и Андора,
- североисток — Покрајина Ђирона,
- исток — Покрајина Ђирона,
- југ — Покрајина Тарагона,
- запад — Покрајина Арагон.

## Природни услови
Дата покрајина се налази у западном делу Каталоније, који је суровији и слабије насељен. Нижу трећину покрајине на југу чини равница Плана дел Љеида око средњег дела тока реке Ебро. На северу се издижу средишњи Пиринеји са неким од највиших врхова. Крајње северозапдни део покрајине, Аранска долина, је једини део Каталоније у сливу Атлантика.

## Становништво
По последњим проценама из 2012. године у покрајини Љеида живи око 440 хиљада становника. Густина насељености је свега око 36 /km² (7 пута мање од порајинског просека!). Већина становништва живи у јужној, низијско-приобалној целини око града Љеиде.
Поред претежног каталонског становништва у округу живи и известан број досељеника из свих делова света.
Као и у другим покрајинама аутономне заједнице Каталоније, и у покрајини Ђирона се говоре каталонски и шпански (кастиљански) језик. У Аранској долини на крајњем северозападу покрајине се говори окситански језик, па је ово подручје са извесним нивоом аутономије.

## Окрузи
Покрајина је састављена од 13 округа. То су:
- Алт Рибагорза
- Алт Урђељ
- Баиша Сардања (западни део)
- Гаригас
- Ногера
- Паљарс Ђуса
- Паљарс Собира
- Пла д'Урђељ
- Сегара
- Сегрија
- Солсонес
- Урђељ
- Ваљ д'Аран

## Већи градови
- Љеида (119.935 ст.)
- Балагер (14.540 ст.)
- Тарега (16.266 ст.)
- Сео де Урђељ (11.921 ст.)
- Молеруса	(11.087 ст.)
- Сервера (8.564 ст.)
- Солсона (8.127 ст.)
- Алмасељс (5.819 ст.)